# Бриль Костянтин Іванович
Костянтин Іванович Бриль (нар. 14 квітня 1970, Донецьк, УРСР) — колишній голова Запорізької обласної державної адміністрації, працівник правоохоронних органів України, генерал-майор Служби безпеки України, генерал-майор податкової міліції України, державний радник митної служби України 3-го рангу, заслужений юрист України, доктор юридичних наук (2017).

## Біографія
Народився 14 квітня 1970 року в Донецьку. Дитинство пройшло в селищі Добровеличківка Кіровоградської області. Пізніше родина Костянтина Бриля переїхала до Переяслава.

### Освіта
1991 — Омське вище загальновійськове училище ім. Фрунзе, «Командна, тактична мотострілецьких військ», інженер з експлуатації бронетанкової і автомобільної техніки.
2000 — Національна академія внутрішніх справ України, «Правознавство», юрист.
2010 — Національна академія державного управління при Президентові України, «Управління суспільним розвитком», магістр управління суспільним розвитком.
2015 — Міжрегіональна академія управління персоналом, «Управління фінансово-економічною безпекою», аналітик з питань фінансово-економічної безпеки.

### Науковий ступінь, вчене звання
2009 — кандидат юридичних наук
2017 — доктор юридичних наук

### Трудова діяльність
З липня 1985 року по липень 1987 року — курсант Київського Суворовського військового училища.
З липня 1987 року по травень 1993 року — військова служба в Збройних Силах.
З 20 жовтня 1993 року по грудень 2002 року — служба в органах внутрішніх справ України.
З грудня 2002 року до 28 січня 2008 року — служба в органах податкової міліції Державної податкової адміністрації України (Генерал-майор податкової міліції).
З січня по листопад 2008 року — директор Департаменту власної безпеки Державної митної служби України (Державний радник митної служби 3-го рангу).
З січня по серпень 2010 року — служба в органах Служби безпеки України (Генерал-майор служби безпеки України).
З вересня 2010 року по лютий 2011 року — професор кафедри правоохоронної діяльності Інституту права ім. Князя Володимира Міжрегіональної академії управління персоналом.
З лютого 2011 року по лютий 2014 року — радник голови Київської обласної державної адміністрації.
З березня по серпень 2014 року — перший заступник начальника Головного управління по боротьбі з корупцією та організованої злочинністю Центрального апарату Служби безпеки України.
У вересні 2014 року працював на посаді офіцера з особливих доручень 1-ї категорії групи радників та консультантів голови Служби безпеки України Апарату голови СБ України.
З 25 вересня 2015 року по 22 квітня 2016 року — перший заступник голови Запорізької обласної державної адміністрації.
З 22 квітня 2016 року — голова Запорізької обласної державної адміністрації. Звільнений з посади 11 червня 2019 року.
Має багаторічний досвід практичної роботи в правоохоронних органах. У сферу компетенції Костянтина Бриля входили питання внутрішньої безпеки та боротьби з корупцією в державних органах виконавчої влади. За час роботи в МВС, ДПА, Держмитслужбі, РНБО був представлений до 25 державних та відомчих нагород і відзнак. Член Спілки генералів МВС України.

## Інше
Бриль звинувачується у тому, що не вніс до електронних декларацій за 2016 та 2017 роки 43 млн грн, нерухомість, авто, доходи, корпоративні права, а також не подав декларацію за 2015 рік.
2 листопада 2020 року вищий антикорупційний суд закрив справу колишнього голови Запорізької ОДА Костянтина Бриля. Ця справа стала першою закритою у ВАКС після рішення Конституційного Суду про визнання неконстититуційними низки положень закону України "Про запобігання корупції». Зокрема, ст. 366-1 (декларування недостовірної інформації) КК України, що суперечить частині 1 статті 8 Основного закону України. 

## Державні нагороди
- Почесна грамота Кабінету Міністрів України (2007);
- Почесна грамота Кабінету Міністрів України (2019)[10];
- «Заслужений юрист України» (2007)[11];
- 24 відомчі нагороди, в тому числі:
  - «Заслужений працівник МВС України», 2000.;
  - «Заслужений працівник Податкової адміністрації України», 2007;
  - «Заслужений працівник митної служби України», 2007;
  - Відомча відзнака «Вогнепальна зброя», 2010 р. (Указ Міністра внутрішніх справ Грузії)
  - Відомча відзнака «Вогнепальна зброя» (пістолет МР5 КА4), 2014 р. (Указ голови СБУ № 10/185-ос)
  - Відомча відзнака «Вогнепальна зброя» (пістолет Макарова), 2014 р. (Указ голови СБУ № 936-ос)

## Особисте життя
Одружений, має 6 дітей.